# Diana Zaforteza Rodés
Diana Zaforteza Rodés   (Palma, 23 d'octubre de 1978 - Barcelona, 11 d'octubre de 2022) va ser una editora mallorquina. També va escriure articles d'opinió en la revista Yo Dona que contenien recomanacions literàries.

## Vida primerenca i formació
Durant la infantesa, va viure a Saragossa per la feina de son pare. Ell va ser qui va passar-li en gran part l'interès per la literatura. Es tracta de José Zaforteza Delgado, un enginyer que va treballar com a conseller delegat de l'empresa Endesa i un editor frustrat. També era amic de Jorge Herralde, que va crear l'editorial Anagrama al final de la dècada del 1960. Juntament amb la seva dona, Dolores Rodés, conformaven una família benestant i coneguda a Mallorca, perquè José era cosí de Joan March i Ordinas.
De més gran, va estudiar Humanitats a la Universitat Autònoma de Barcelona, a Catalunya, i Civilització Francesa a La Sorbona, a França.

## Carrera
El seu primer contacte amb el món editorial va ser a Anagrama, on va conèixer agents literaris com Andrew Wylie i Carme Balcells. No va iniciar-se en l'edició literària fins al 2004, quan va fundar l'editorial en llengua castellana Ediciones Alpha Decay juntament amb la seva parella, Enric Cucurella, a Barcelona i amb el suport de Carme Balcells i Jorge Herralde. Van apostar-hi per B. Traven, Hector Hugh Munro, Javier Tomeo i Francesc Serés.
L'any 2008, va passar a treballar en solitari en Ediciones Alfabia, un segell creat per ella amb l'ajut de l'abans esmentat Andrew Wylie per a «publicar obres desconegudes i descobrir autors novells». També pretenia recuperar clàssics mallorquins i reivindicar els escriptors contemporanis de l'illa. Hi va editar Teru Miyamoto, Gertrude Stein, Hjalmar Söderberg, Pierre Bergounioux, Maeve Brennan, Cristina Fernández Cubas, George Saunders, Lord Dunsany, Lou Reed, Leonard Cohen, Saul Bellow, Andy Warhol, Wislawa Szymborska, Paolo Sorrentino, Pierre Michon, Junot Díaz, William Faulkner, Sònia Hernández, Enrique Vila-Matas, Daniel Gascón i Llorenç Villalonga. Gràcies a Sukkwan Island de David Vann, el 2010 l'editorial va rebre el Premi Llibreter de narrativa. Va tancar Alfabia del 2016 al 2019, quan va llançar al mercat una nova edició de Movimiento único de Diego Gándara.
| « | Publico llibres que em facin tremolar, que em toquin la fibra, que em facin exclamar: «Déu meu, quina meravella!». Però alhora també busco que tinguin una mínima sortida comercial: cal no oblidar que una editorial és una empresa. | » |

## Vida personal
Primer es va casar amb el periodista palmesà, i biògraf de Joan Miró, Josep Massot. Després de separar-se'n, va contraure matrimoni novament, aquesta vegada amb el productor musical Patrick Hoogvliet, amb qui va tenir un fill a qui van posar de nom Max.
Finalment, va morir l'11 d'octubre del 2022 a casa seva a Barcelona, acompanyada de família i amics, per un càncer. Abans d'això, havia patit un tumor.